# Wurfwaffe

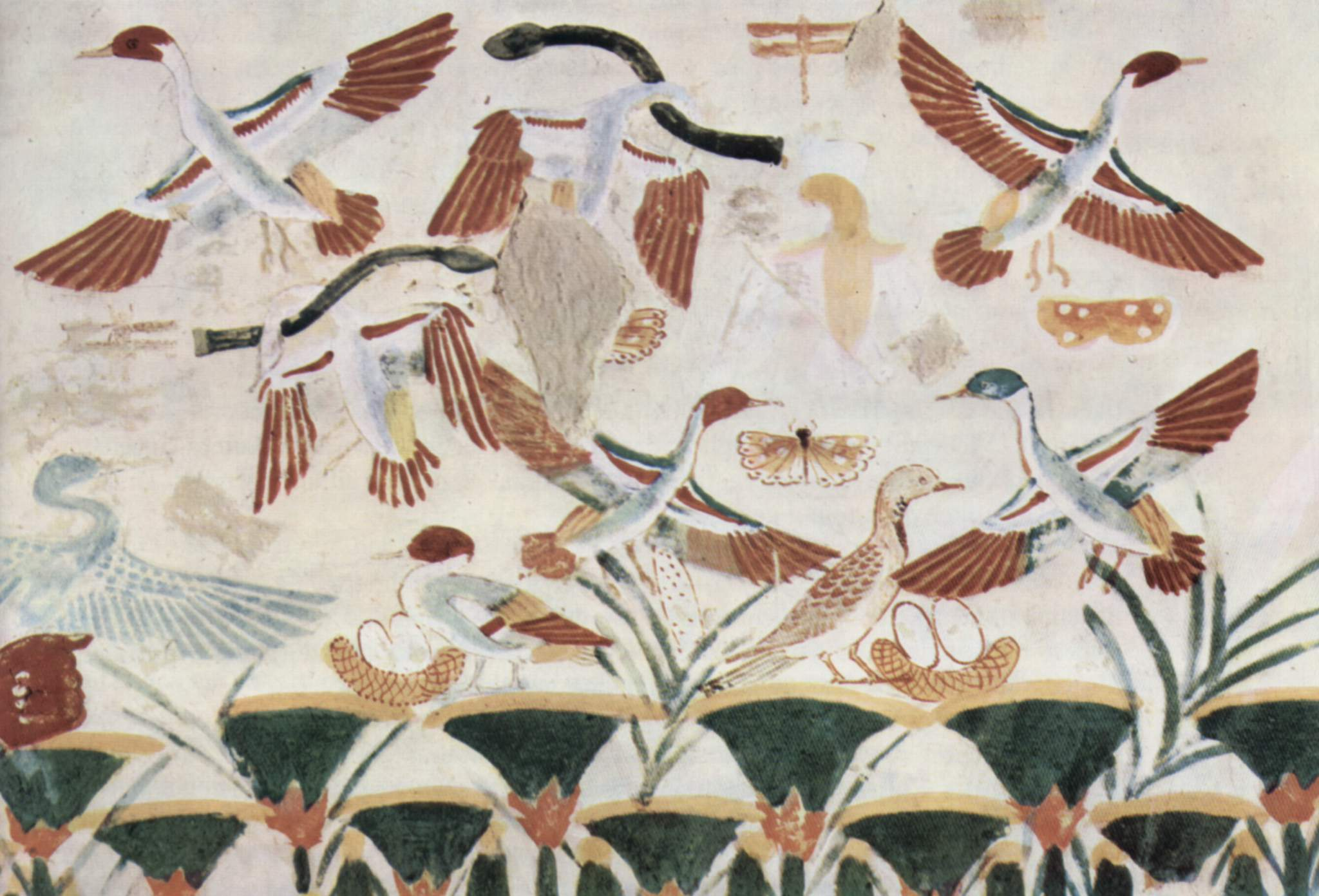
Einsatz von Wurfhölzern zur Vogeljagd in Ägypten (Altertum)

Wurfwaffe ist eine Sammelbezeichnung für einfache Formen von Fern- oder Distanzwaffen, welche mittels Muskelkraft geworfen werden. Der Begriff Handwurfwaffe ist präziser, wird aber nur selten verwendet. Andere Fernwaffen wie Katapulte, Granat-, Ladungs- oder Raketenwerfer fallen nicht darunter.

## Anwendung, Wirkung, Materialien
Der Begriff Wurfwaffe umfasst alle Waffen, deren Bestimmung darin liegt, mit der Hand geworfen zu werden. Um diese Waffen gezielt zur Jagd und zum Kampf einzusetzen, muss der Nutzer mit ihren Eigenschaften vertraut sein und ein Mindestmaß an Übung mit der Waffe haben.
Abhängig von verschiedenen Faktoren wie Material oder Formgebung werden die Wurfwaffen gerade oder rotierend geworfen oder geschleudert und haben dadurch jeweils ein unterschiedliches Flugverhalten. Wurfwaffen ohne Luftsteuerung wie bei z. B. Steine oder Handgranaten taumeln in der Luft. Waffen mit Luftsteuerung werden unterschieden in:
- Stabilisierung über geeigneten Massenmittelpunkt im Verhältnis zur Masse, Auftrieb und Luftwiderstand: Speer
- Leitflächensteuerung ohne oder mit Drall längs der Flugbahn: Wurfpfeil
- Stabilisierung über Drehachse quer zur Flugbahn: Wurfholz, Wurfkreuz, Wurfaxt, Wurfscheiben wie das Chakram

Uneinheitlich ist die Einordnung der Schleuder als Wurfwaffe. Sie wird vielfach als solche bezeichnet, manchmal aber auch als eigene Kategorie angesehen.
Wurfwaffen können wie Hiebwaffen durch ihre Schärfe spaltend wirken, wie Stichwaffen durch ihre Spitzen eindringen oder wie Schlagwaffen stumpf durch ihre kinetische Energie wirken. Eine Besonderheit stellen die Wurfwaffen dar, die fesselnd wirken wie zum Beispiel die Bola. Wie bei den meisten Waffen sind Mischformen möglich. Manche Wurfwaffen konnten auch als Hieb- oder Stichwaffe eingesetzt werden; andererseits konnten Waffen, die eigentlich nicht zum Wurf bestimmt waren (z. B. Keule, Dreizack etc.), über kurze Distanz auch geworfen werden. Wurfwaffen wie Handgranate oder Brandflasche wirken nicht durch ihre kinetische Energie, sondern über die chemische Wirkladung.
Waffen wie Speer, Wurfaxt oder Wurfscheibe bergen naturgemäß in sich die Gefahr, vom Gegner aufgenommen und gegen den eigentlichen Werfer verwendet zu werden. Aus dem Grund ist beispielsweise der römische Speer (Pilum) so konstruiert, dass sich die eiserne Spitze verbog oder die Verbindung zum hölzernen Schaft brach.

## Geschichte
Wurfwaffen zählen zu den ältesten Waffen der Menschheitsgeschichte. Die ersten und primitivsten Arten von Wurfwaffen waren Steine und Hölzer. Schwere Steine waren auch lange Zeit ein einfaches Mittel für die Verteidiger von Befestigungen, welche diese von Mauern auf die Angreifer darunter geworfen haben. Auch bei Affen wurde beobachtet, dass sie von Bäumen herab Stöcke oder harte Früchte auf herannahende Raubtiere werfen. Steine und Wurfhölzer werden sowohl zum Herunterschlagen von nicht erkletterbaren Früchten genutzt, als auch als Jagdwaffe verwendet. Wurfhölzer eignen sich besonders zur Jagd kleiner Wildtiere wie Vögel. Ist auch die Trefferwirkung eines Wurfholzes geringer als die eines Speeres, so ist die Trefferzone des sich drehenden Stockes deutlich größer.
Der Wurfspeer, dessen älteste gefundene Exemplare (z. B. Schöninger Speere) auf ein Alter von etwa 400.000 Jahren geschätzt werden, ermöglichte mit seiner durchbohrenden Wirkung dann auch die Erlegung größeren Wildes. Im Jungpaläolithikum wurde Wucht und Reichweite des Speeres durch die Erfindung der Speerschleuder weiter gesteigert. In der Antike war der Wurfspeer (z. B. das römische Pilum) als militärische Waffe allgegenwärtig. Im Spätmittelalter wird der Speer als Wurfwaffe zugunsten des als Stichwaffe optimierten Spießes aufgegeben.
Ab der Mittelsteinzeit ist die Schleuder nachweisbar; sie ermöglichte eine größere Reichweite beim Wurf von Steinen, die durch weitere Verbesserung, die Stockschleuder, in der Römischen Kaiserzeit nochmals gesteigert wurde. Im Mittelalter ging ihr Gebrauch aber zurück.
Manche Äxte und ähnliche Objekte gelten als Wurfwaffen. Das gilt insbesondere für die Franziska der Franken, den Tomahawk der Indianer und das afrikanische Wurfeisen. Diese Waffen können geworfen werden, jedoch ist umstritten, in welchem Umfang dies auch tatsächlich geschah. Eisen war in Europa bis ins Mittelalter, in Afrika bis ins 20. Jahrhundert hinein überaus kostbar, so dass Objekte aus Eisen behütet und sparsam eingesetzt wurden.
Brandflaschen und ähnliche Objekte sind seit der Antike bekannt. Die seit der Neuzeit bekannte Handgranate ist nach wie vor in der militärischen Verwendung.

## Sport
Aus dem Einsatz von Handwurfwaffen gingen mehrere Sportarten, unter anderem Speerwurf und Diskuswurf hervor.

## Galerie

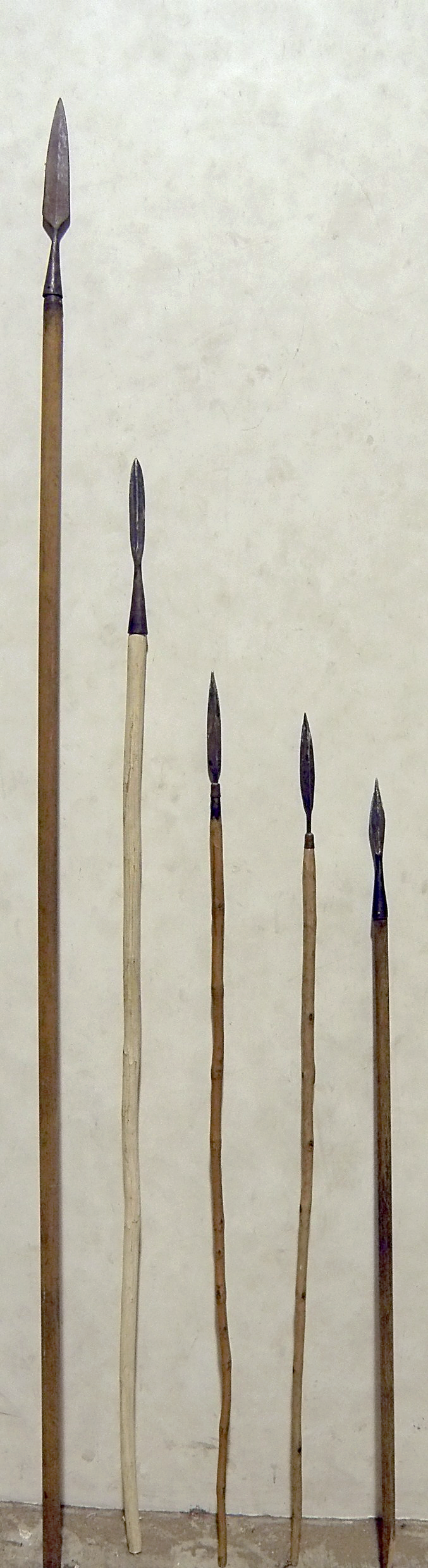
Speere
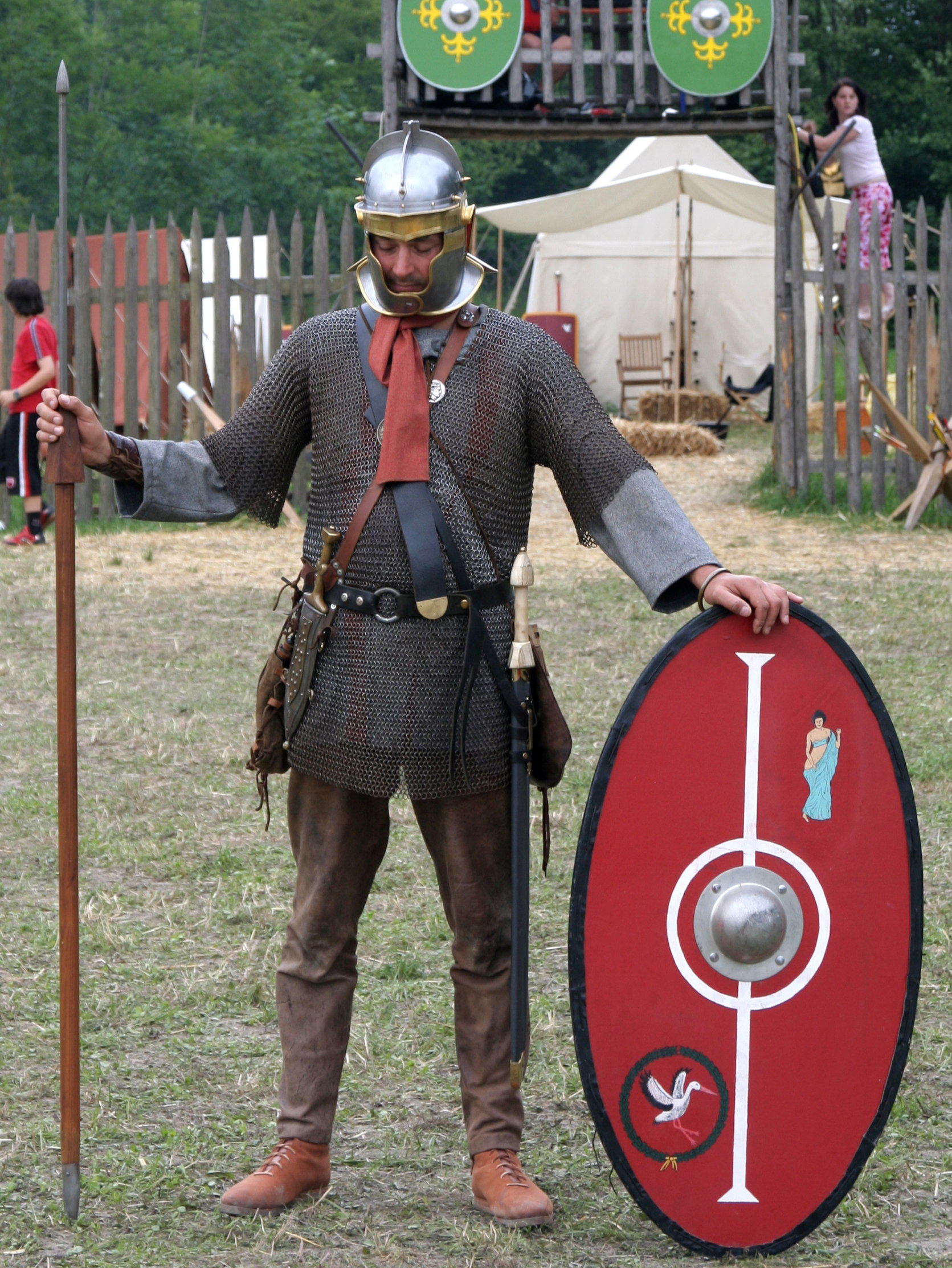
Römisches Pilum
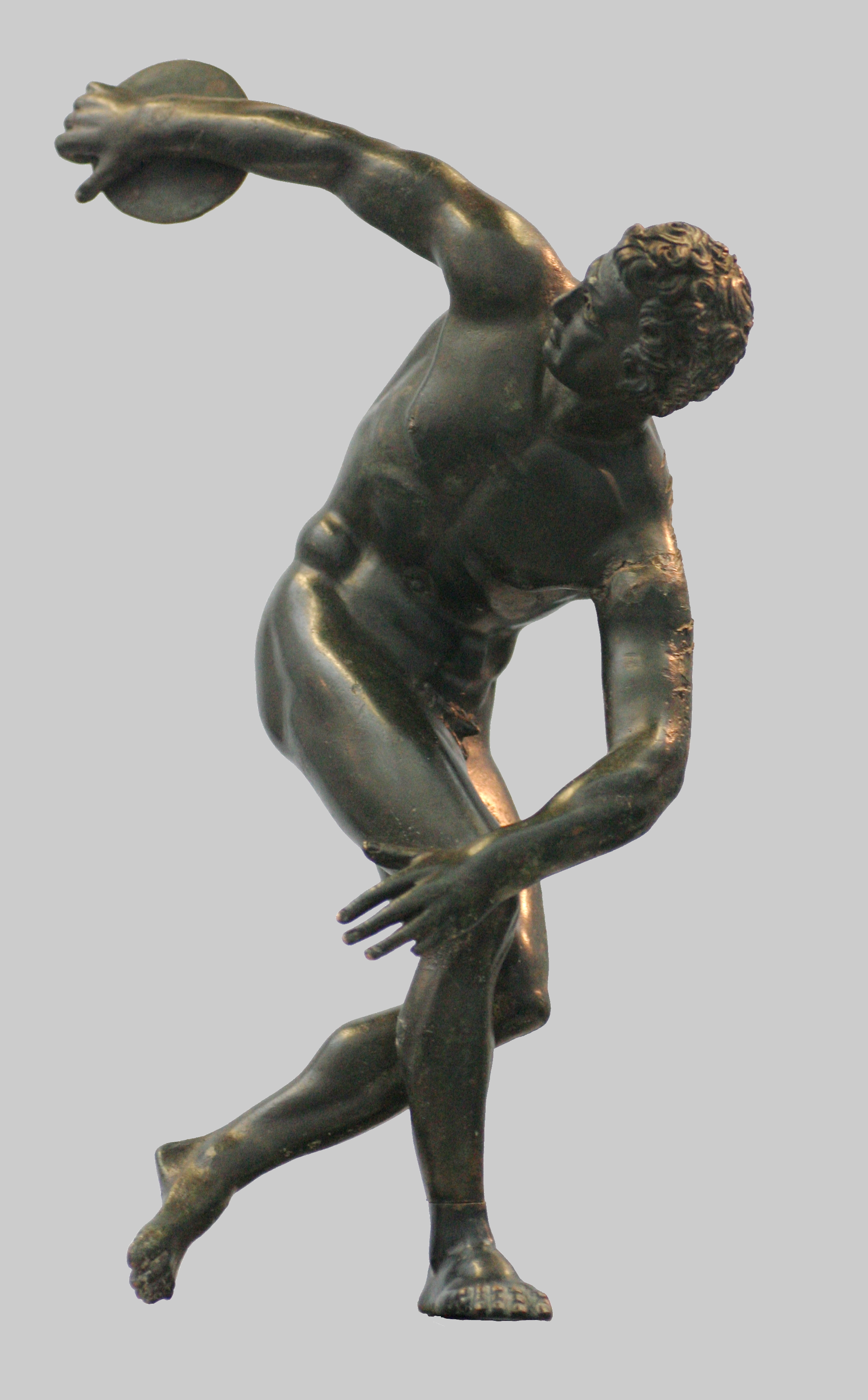
Diskuswerfer
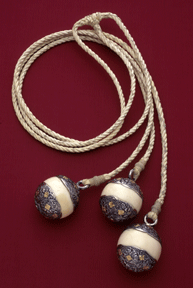
Bola
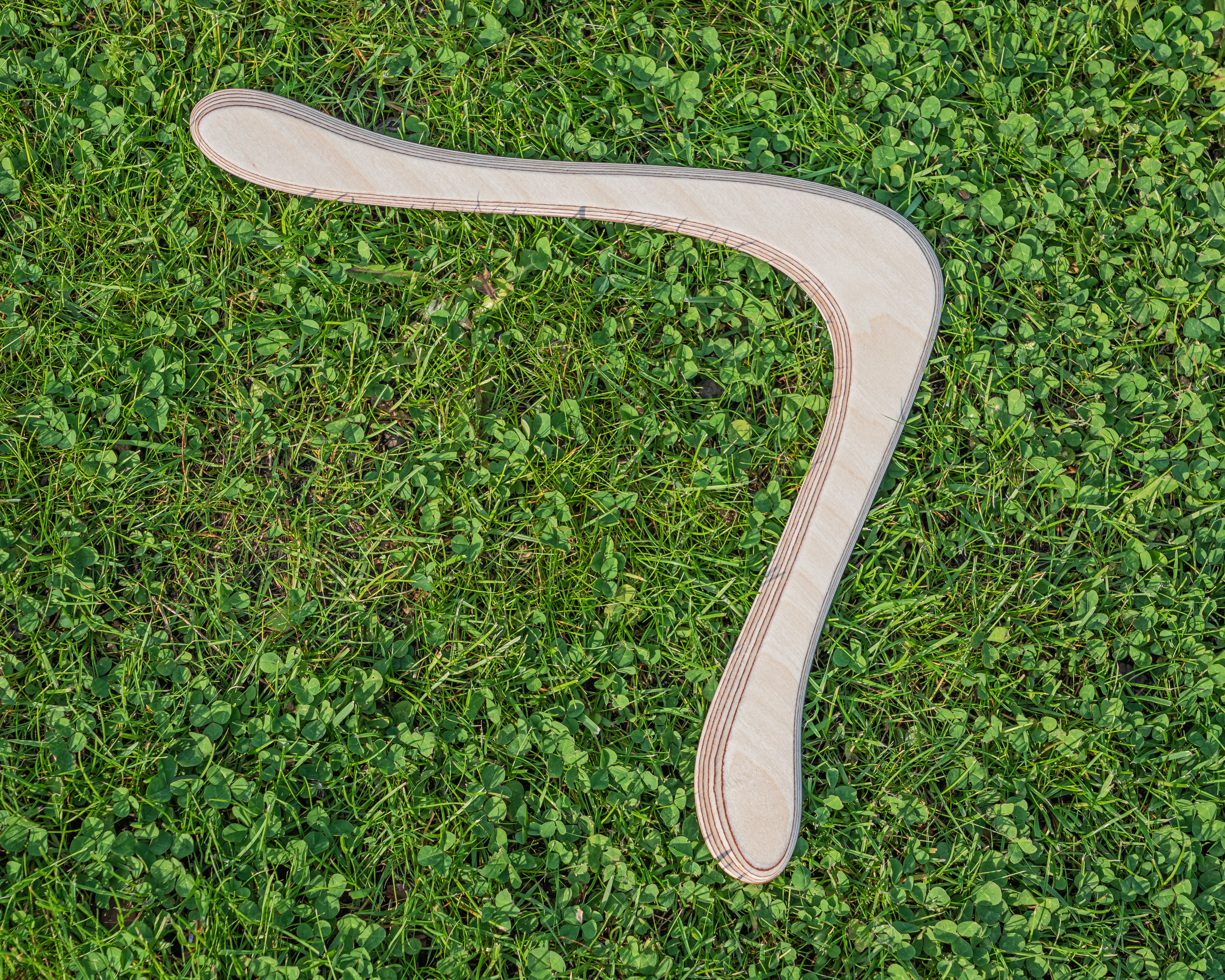
Bumerang
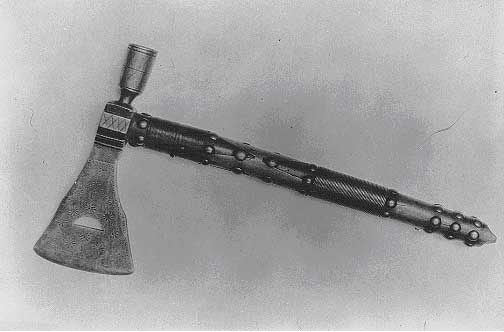
Tomahawk
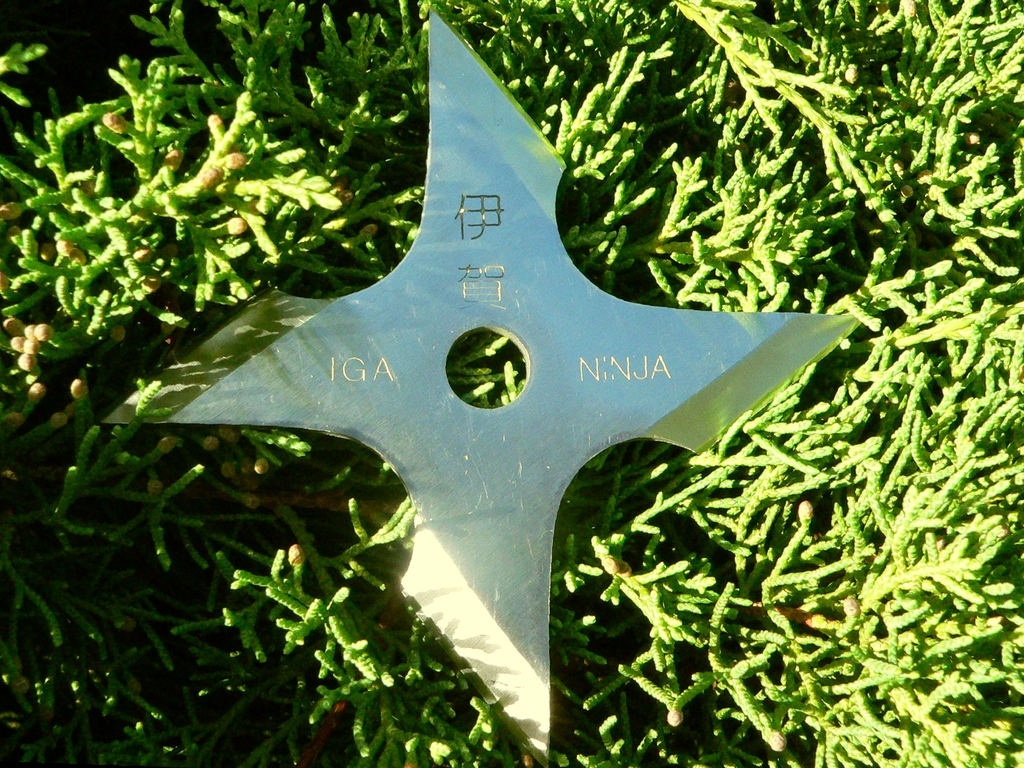
Shuriken
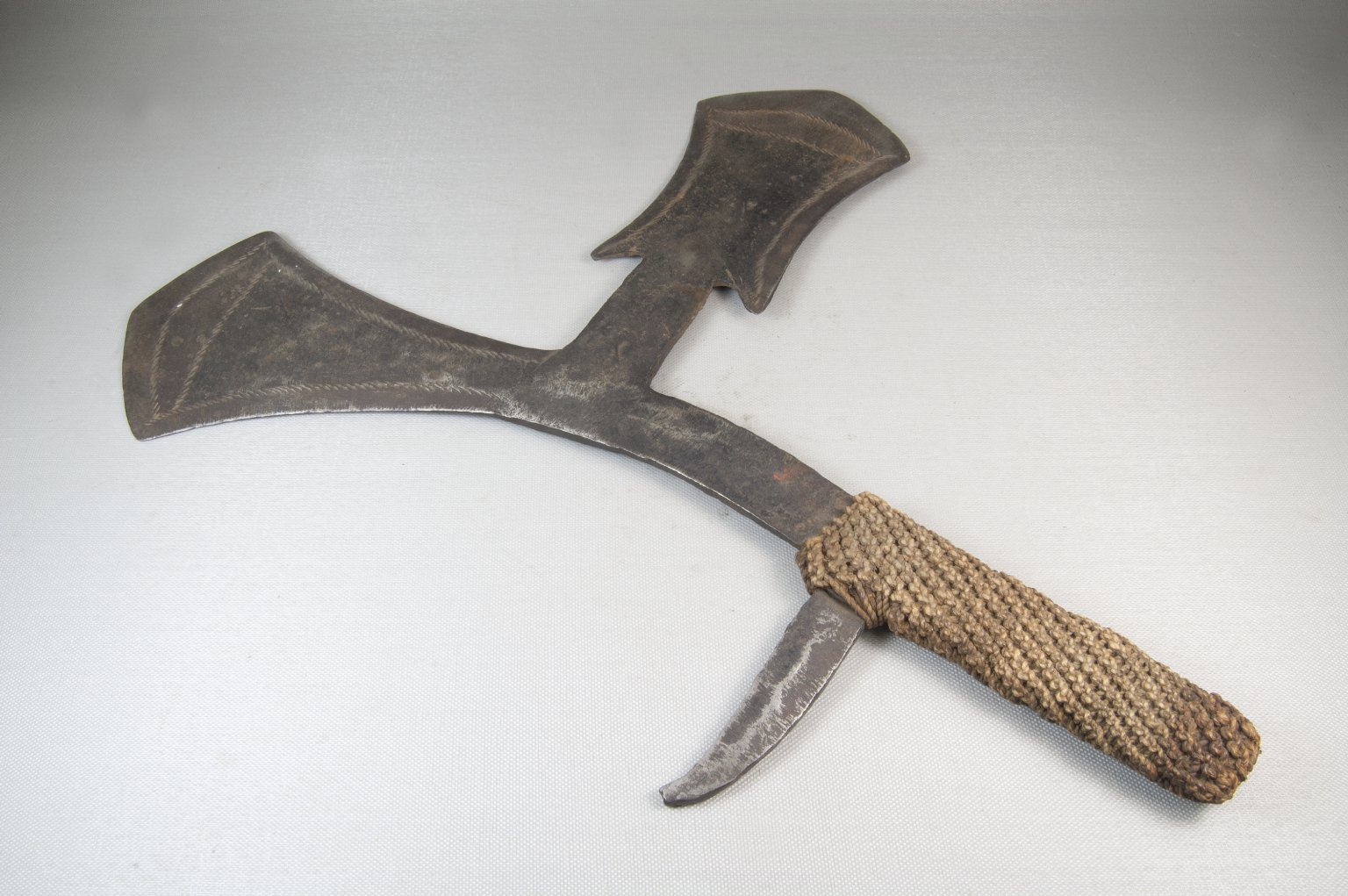
afrikanisches Wurfeisen
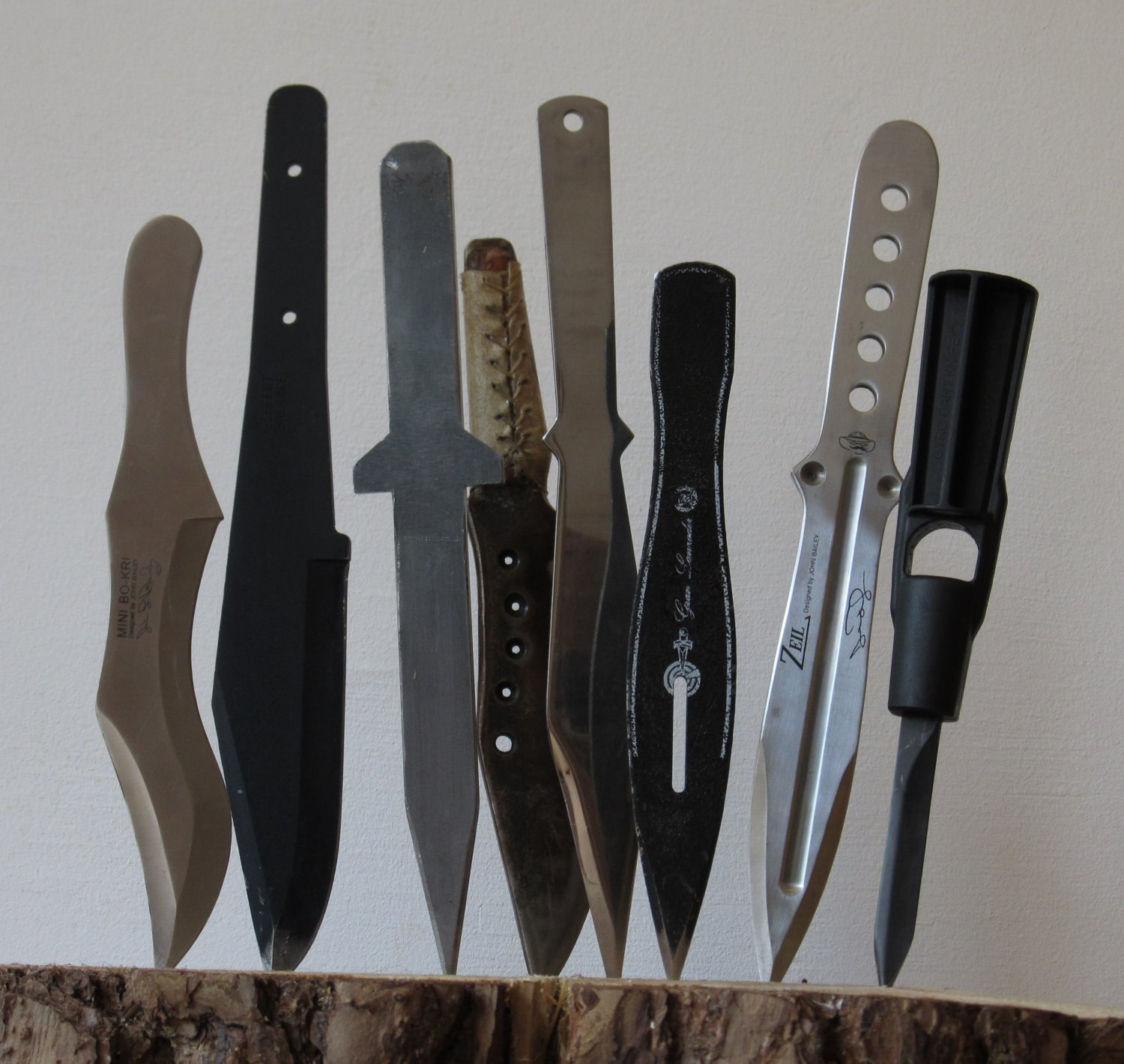
Europäische Wurfmesser
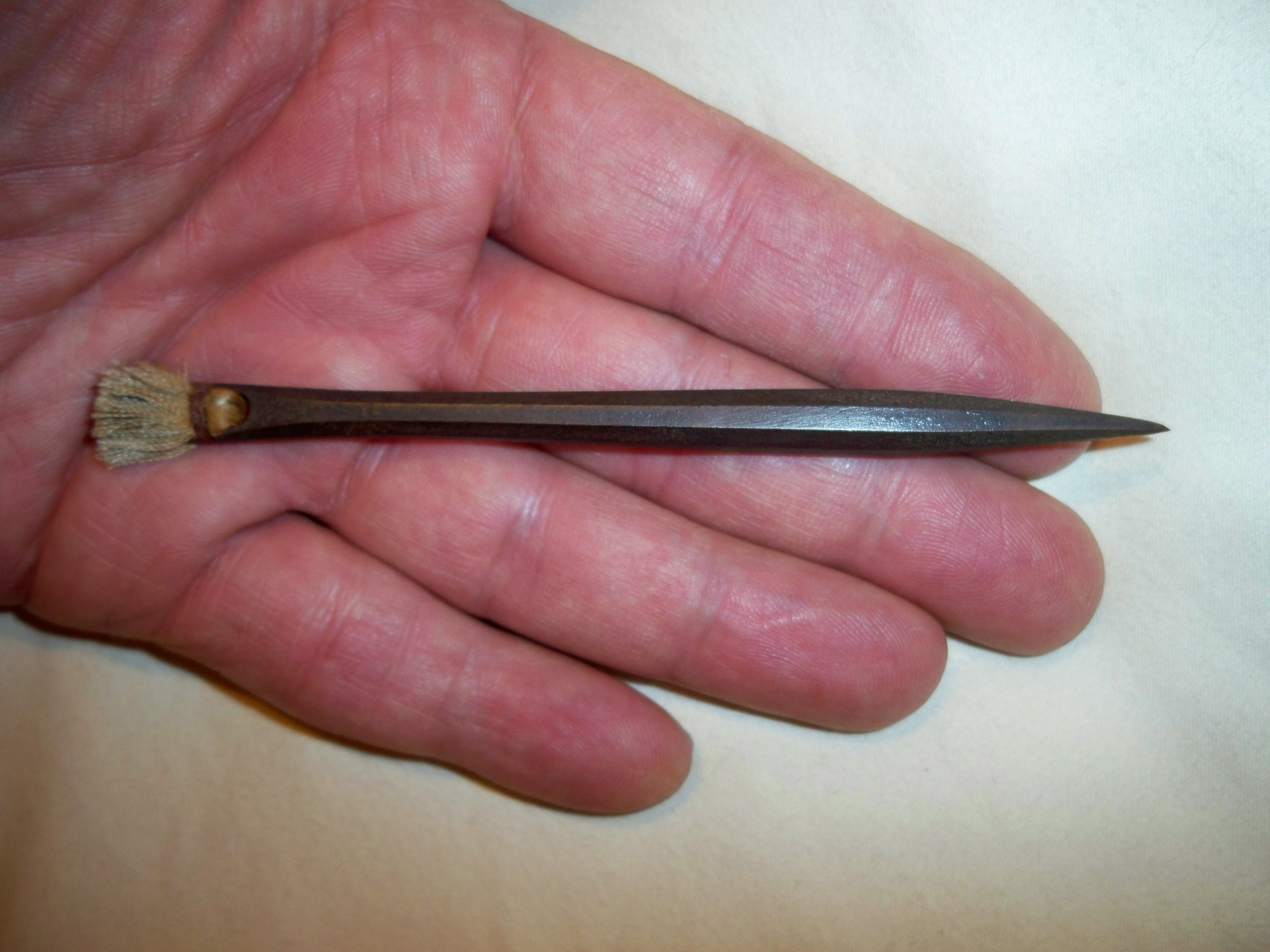
Wurfpfeil